# Salix kusanoi
Salix kusanoi är en videväxtart som först beskrevs av Bunzo Hayata, och fick sitt nu gällande namn av Camillo Karl Schneider. Salix kusanoi ingår i släktet viden, och familjen videväxter. Inga underarter finns listade i Catalogue of Life.